# Илия Попиванов
Илия Попиванов Дзигаров (изписване до 1945 година: Илия попъ Ивановъ Дзигаровъ) с псевдоними Адамов и Бобошевски е български революционер, войвода на Вътрешната македонска революционна организация.

## Биография
Илия Попиванов е родом от неврокопското село Балдево, тогава в Османската империя. Брат е на свещеник Никола Попиванов и син на свещеник Иван Дзигаров. Завършва III курс на Сярското българско педагогическо училище в 1900 година. Работи като учител, като преподава в Неврокоп.
Присъединява се към ВМОРО. Участва в Илинденско-Преображенското въстание от 1903 година заедно с брат си и татко си. Заловени те са оковани и затворени в солунския затвор Еди куле. Получават присъди по 101 години, но са освободени след застъпничеството на френски и английски дипломати в Солун.
През 1912 година е избран в ръководството на общинското управление като председател на тричленна комисия, след напускането на действащия кмет Пейо Яворов.
През 1922 година заедно със Стоян Филипов, Никола Атанасов, Илия Гавалюгов (Стефанин), Димитър Устанлиев и Аврам Личков влизат в четата на Динчо Балкански от Горна Сушица, приближен на Алеко Василев и имащ за цел да се сражава с представителите на властта на правителството на БЗНС и контрачетите в Пиринска Македония. През 1923 година Илия Попиванов вече е войвода на чета в Мехомийско, а негов секретар е синът на Стоян Мълчанков Иван Мълчанков. На 7 май 1923 година след взето решение на ЦК на ВМРО неговата чета убива между Банско и Мехомия миналият на страната на БЗНС Симеон Молеров. На Серския конгрес на ВМРО от септември 1924 година е избран за запасен член на окръжния комитет.
През юли 1928 участва като делегат от Пиринския революционен район на Седмия конгрес на ВМРО. В началото на 1931 година депутатът от Българска работническа партия Александър Мартулков обвинява Стоян Филипов и Илия Попиванов в манипулиране на изборите за XXIII обикновено народно събрание в Пиринска Македония. В началото на 1942 година е избран за председател на настоятелството на Неврокопското дружество на Илинденската организация, в дружеството са още Вангел Попангелов, Петър Тилков, Костадин Филипов и Марин Божиков. Същата година заедно с Борислав Иванов, председател на Съюза на македонските младежки организации в града, организират честване на годишнината от Илинденското въстание и организират панихида на гроба на Тодор Александров. Убит е без съд и присъда след Деветосептемврийския преврат от 1944 година в околността на Неврокоп.